# Loxophlebia chrysobasis
Loxophlebia chrysobasis är en fjärilsart som beskrevs av Paul Dognin 1912. Loxophlebia chrysobasis ingår i släktet Loxophlebia och familjen björnspinnare. Inga underarter finns listade i Catalogue of Life.